# Immeuble-ateliers d'artistes de la rue Campagne-Première de Paris
L'immeuble-ateliers d'artistes de la rue Campagne première de Paris est un immeuble-ateliers d'artistes-lofts de style Art nouveau, du 31-31bis rue Campagne-Première du quartier du Montparnasse dans le 14e arrondissement de Paris. Construit en 1911 par l'architecte André Arfvidson, il est inscrit aux monuments historiques depuis le 12 juin 1986.

## Histoire
L'importante communauté d'artistes parisiens à la vie de bohème du quartier du Montparnasse (alors encore abordable et peu construit) succède à partir des années 1910 à celle du quartier de Montmartre. Des cités d’artistes sont créées telles que la célèbre Ruche, et environ cent-cinquante nouveaux immeubles ateliers d’artistes sont édifiés entre 1840 et 1935.

Coté rue Campagne-Première et coté passage d'Enfer
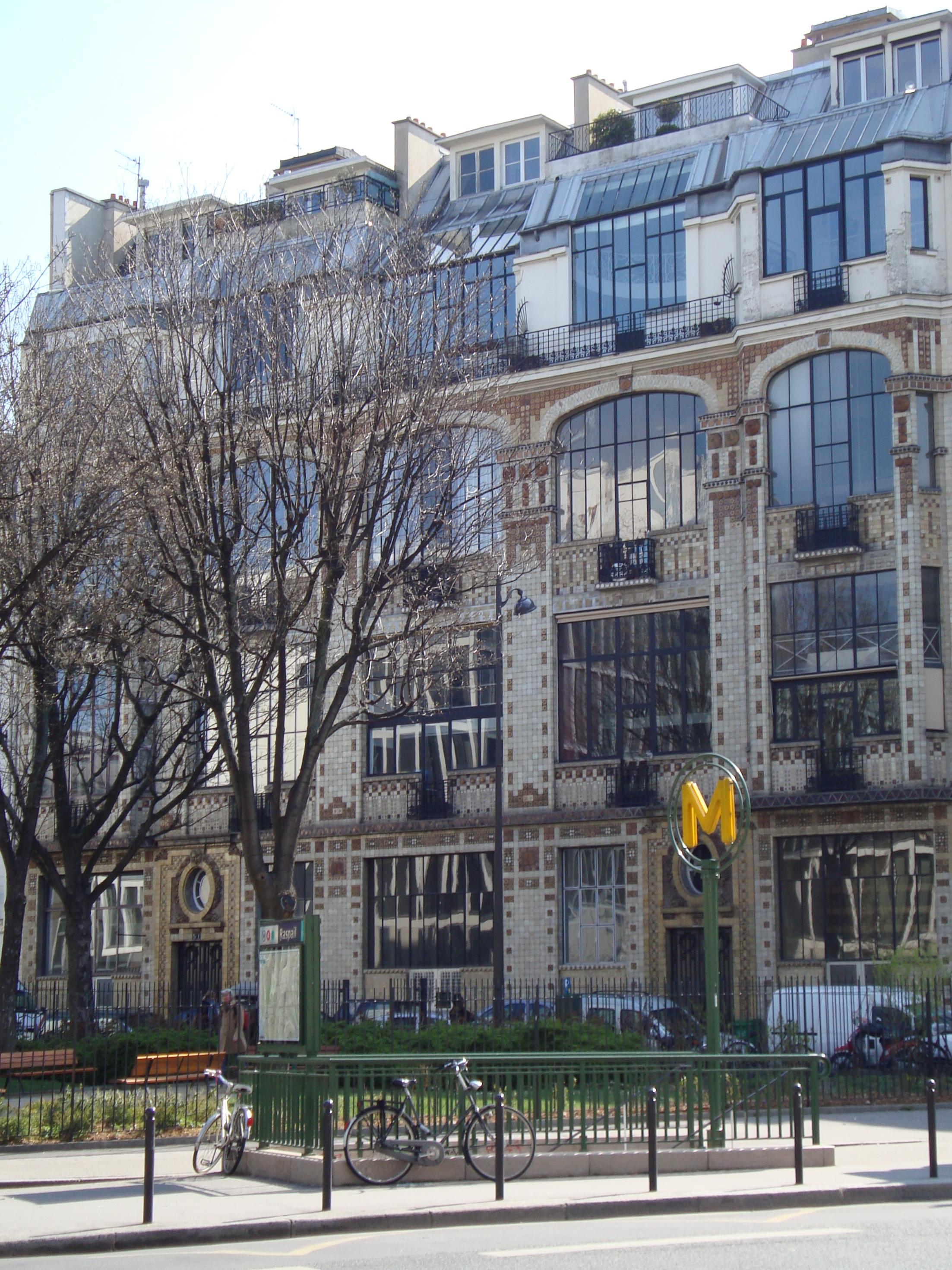
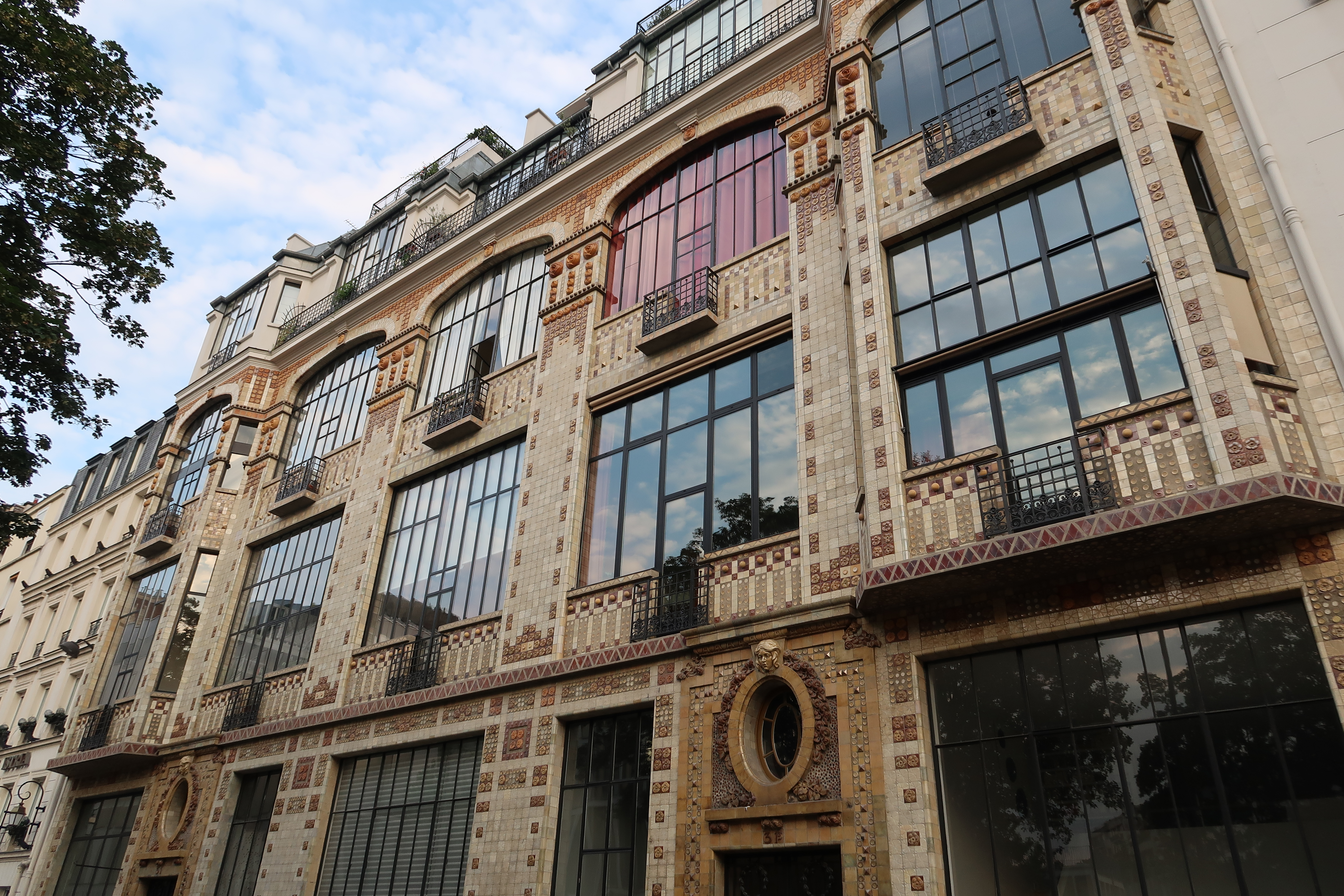
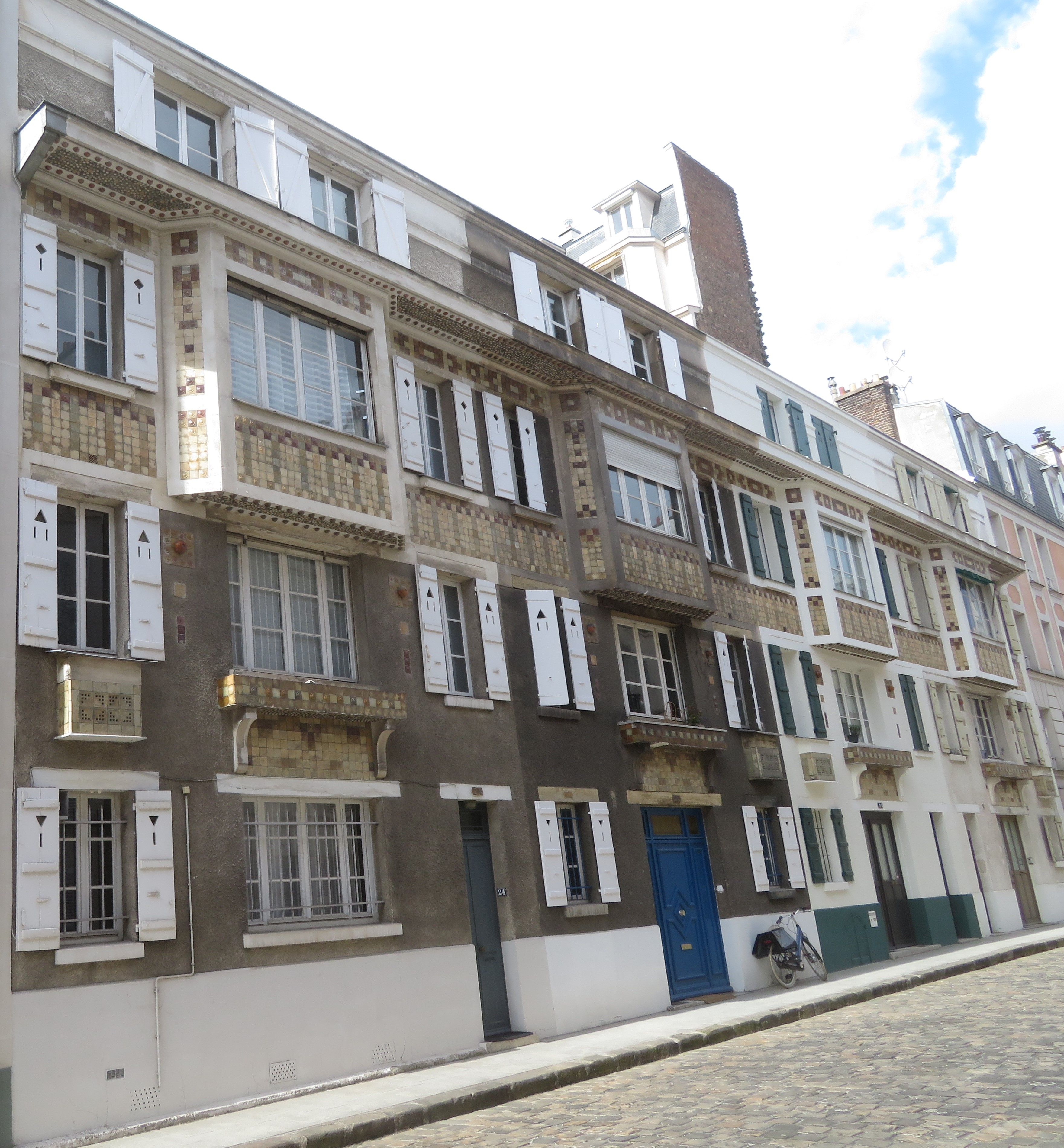

Le promoteur immobilier et homme d’affaires Charles Henry Bréal s'associe alors avec l’architecte parisien André Arfvidson pour créer cet immeuble constitué de 20 appartements-lofts-ateliers d'artistes haut de gamme (ou les artistes peuvent vivre et travailler) autour d’une cour intérieure commune, entre la rue Campagne-Première et le passage d'Enfer.
Cet immeuble est issu de la révolution de l'architecture métallique, de l'Art nouveau, et de celle du béton de l'architecture industrielle du XIXe siècle de l'Exposition universelle de 1889 de Paris, qui permet de construire des murs porteurs solides, de percer davantage les cloisons et de créer de grands espaces intérieurs. L'immeuble est construit sur quatre niveaux, en ciment armé, avec remplissage de briques en grès cérame flammé polychromes du céramiste Alexandre Bigot. Les appartements de style loft en duplex, de surfaces variables, sont éclairés par de vastes verrières en fenêtres arquées à chaque étage. Arfvidson écrit : « Les grandes pièces sont si agréables à habiter, et se prêtent si bien aux décorations originales, que les musiciens, les hommes de lettres, les gens du monde et les amateurs recherchent également ce genre de demeures pour y installer leurs salles de travail, leurs bibliothèques, leurs salons de réception ou leurs galeries de collections »,. L’immeuble est desservi par des ascenseurs, équipé d'électricité, gaz, et système de chauffage central à vapeur, avec téléphone dans la loge du concierge.
La façade principale de la rue Campagne-Première reçoit le 2e prix du concours de façades de la ville de Paris de 1912, organisé par la ville de Paris. Ces appartements en duplex et leurs grandes verrières sont une alternative au style haussmannien de Paris du Second Empire du XIXe siècle. Ils sont précurseurs des volumes spacieux du XXe siècle des architectes allemands du Bauhaus et du Mouvement Moderne d'architectes emblématiques tels que Le Corbusier ou Robert Mallet-Stevens, ainsi que du mouvement Art déco des années 1920 et années 1930...
Parmi ses résidents notoires figurent entre autres : César (sculpteur), Chaïm Soutine (peintre), Man Ray (photographe), Dora Maar, (photographe), Georges Annenkov (peintre-écrivain), Ezra Pound (écrivain), Pierre Restany (critique et historien d’art), Jean-Pierre Raynaud (plasticien), etc.
Cet actuel immeuble d'habitation, inscrit aux monuments historiques depuis 1986, a été entièrement restauré dans son style d'époque avec de nombreux éléments (portes et fenêtres...) qui ne sont plus d'origine.